# عملیات سیلبرفوکس
عملیات سیلبرفوکس عملیات نظامی در جنگ جهانی دوم بود که در جریان عملیات بارباروسا] بین ماه‌های ژوئن تا نوامبر سال ۱۹۴۱ مشترکاً توسط نیروهای ورماخت و فنلاند علیه ارتش سرخ شوروی، برای تصرف منطقه مورمانسک اجرا شد که در نهایت ناکام ماند.